# Matilde Vázquez
Matilde Vázquez (Cambados, Pontevedra, 27 de março de 1905 - Madrid, 23 de abril de 1992) foi uma cantora, soprano teatral de zarzuela e revista do século XX.

## Trajectória profissional
Desde os anos de infância em sua Cambados natal, demonstrou sua torcida pela música; tinha já uma voz de grandes qualidades para o canto. Quando cumpriu os treze a sua família teve que se transladar a viver a Madrid. Foi nesta cidade onde começou os primeiros passos no mundo teatral e musical, actuando primeiro em companhias de aficionados. Mas como os seus dotes eram evidentes, a sua família quis que o músico e cantor Luis Iribarne lhe desse lições de música e de canto.
Seus começos profissionais na década de 1920 foram como cupletista passando depois ao género da revista na companhia de Celia Gámez onde interpretou A mulher chic (1925) e A desejada no teatro Martín de Madrid. Também tinha actuado como tiple de conjunto no Teatro Reina Victoria de Madrid com A bayadera (1924), uma opereta em três actos de Emmerich Calman. Mas as suas qualidades vocais eram muito superiores ao que se requeria para estas revistas pelo que cedo foi contratada para outro género de música: a zarzuela. 
Entrou no mundo da zarzuela no [teatro Fuencarral]] de Madrid com a obra A do Soto do Parral — dos compositores Reveriano Soutullo e Juan Vert —, com o baritono Sagi Barba. O sucesso obtido foi tão grande  que se converteu numa grande figura. Em abril de 1929 voltou a estrear uma obra de sucesso, Os claveles do maestro José Serrano, no teatro madrileno Fontalba, junto com o tenor Tino Folgar. Em seu repertório não faltaram as obras do maestro Serrano e de Moreno Torroba. 
Foi uma grande intérprete da zarzuela Doña Francisquita de Amadeo Vives no papel de Aurora a Beltrana, junto com o tenor Fleta no papel de Fernando. Quando esta obra foi levada ao cinema a contrataram a ela para a protagonizar.
Em 1937 representou no teatro Pardiñas de Madrid mais zarzuelas de repertório: Luísa Fernanda de Moreno Torroba, Os claveles (obra muito solicitada) e Gigantes e cabeçudos de Fernández Caballero. Com a companhia lírica deste compositor levou a cabo uma série de voltas pela América hispânica durante os anos 1934 e 1935, representando nos teatros um bom repertório de obras já consagradas. Ao ano seguinte representou junto a Miguel Fleta no teatro Novedades de Barcelona as obras Luísa Fernanda, Maria a tempranica, La Dolores e Dona Francisquita.
Após a guerra espanhola continuou o seu trabalho como cantora em Madrie estreando em 1942 A Caramba de Moreno Torroba, no teatro da Zarzuela e a Polaca em 1944 no teatro Fontalba; nestas atuações compartilhou reparto com o barítono Pedro Terol. Sua atividade teatral seguiu com sucesso na década de 1950 com A Lola vai-se aos portos no teatro Albéniz e outras funções.
No ano 1955 interpretou A verbena da Pomba na Corrala de Madrid e algumas outras obras em outros teatros, mas poucos anos depois retirou-se da cena e dedicou-se como aficionada à arte da pintura. 
Tem discos gravados com Marcos Redondo, Juan García, Mateo Guitart e Pedro Terol.
Matilde contraiu casamento com o famoso ventríloquo e pintor salamantino, Felipe Moreno, quem tiveram uma única filha chamada Matilde como sua mãe.

## Obras de repertório
- As castigadoras 1927.
- A do soto do parral 1928.
- A do manojo de rosas 1928
- Os claveles 1929.
- A revoltosa.
- A caramba 1941.
- Polaca no teatro Fontalba de Madrid, de Federico Moreno Torroba 1942.
- Curro Vargas de Ruperto Chapí.

## Filmografia
- Dona Francisquita (1935)
- A última falha, Benito Perojo, 1940